# Các chàng trai của tôi
Các chàng trai của tôi (tiếng Trung: 俏摩女搶頭婚; bính âm: Qiào Mó Nǚ Qiǎng Tóu Hūn, tên tiếng Anh: Boysitter) là một bộ phim hài kịch lãng mạn Đài Loan được sáng tạo và sản xuất bởi TVBS. Phim có các diễn viên chính Trần Đình Ni, Huỳnh Hà, Vương Tuấn Kiệt và diễn viên hỗ trợ Trần Dịch, Yang Thanh và Cao Sơn Phong như chính hỗ trợ các diễn viên. Phim bắt đầu quay vào tháng 8 năm 2014 và kết thúc vào ngày 16 năm 2014, bắt đầu phát sóng vào tháng 6 năm 2014 trên kênh TVBS mỗi tối thứ bảy từ 9 đến 11 giờ đêm.

## Diễn viên
- Trần Đình Ni 陳庭妮 trong vai Nguyên Phi 元菲
- Huỳnh Hà 黃河 trong vai Thách Kiến Nhân 郝建任
- Vương Tuấn Kiệt 謝佳見 trong vai Ôn Hạo Nhiên 溫浩然
- Trần Dịch 雷瑟琳 trong vai Đinh Hiểu Ân丁曉恩
- Yang Thanh 楊晴 trong vai Fang, Mei Lin 方美林
- Cao Sơn Phong 高山峰 trong vai Trương Văn Hóa章文化

## Phát sóng
| Kênh   | Quốc gia  | Thời gian                            |
| ------ | --------- | ------------------------------------ |
| TVBS   | Đài Loan  | Tháng 6 năm 2014 (đến ngày 31, 2015) |
| TVBS   | Đài Loan  | Tháng 6 năm 2015                     |
| TVBS   | Đài Loan  | Tháng 6 năm 2014                     |
| E City | Singapore | Tháng 12 năm 2014                    |
| VTV3   | Việt Nam  | Tháng 12 năm 2016                    |